# مارینبورگ
مارینبورگ یکی از شهرهای استان سپیک شرقی، واقع در کشور پاپوآ گینه نو است. این شهر در کناره دهانه رودخانه سپیک واقع شده است.